# Štrbský štít
Der Štrbský štít (deutsch Tschirmer Spitze, auch Csorbaer Spitze oder Zirbener Spitze, ungarisch Csorbai-csúcs, polnisch Szczyrbski Szczyt) ist ein 2381 m n.m. (nach einigen Quellen 2385 m n.m.) hoher Berg in der Hohen Tatra in der Slowakei. Der Berg befindet sich auf der Hauptachse des Seitengrats von Kriváň, zwischen den Bergen Hrubý vrch im Westen, getrennt von diesem durch die Scharte Štrbské sedlo (Tschirmer Scharte), und Hlinská veža im Osten über die Scharte Mlynické sedlo (Mühlbachtalscharte).
Der Berg erhebt sich am Nordende des Tals Mlynická dolina und fällt dort durch sein pyramidenartiges Aussehen auf, ist aber auch von Tatranská Štrba im Vorgebirge gut sichtbar. Im Norden fällt er Richtung Tal Hlinská dolina im Talsystem der Kôprová dolina ab.
Der Štrbský štít ist nach dem Ort Štrba benannt, dessen Name auf einen „Spalt“ (slowakisch štrbina) zwischen der Hohen und Niederen Tatra zurückgeht. Deutschsprachige Autoren suchten auch eine Verbindung mit dem zipserdeutschen Wort Tschirben für Zirben, die einst in der Gegend reichlich vorkamen.
Der Berg liegt abseits von touristischen Wanderwegen und ist somit offiziell nur für Mitglieder alpiner Vereine oder mit einem Bergführer erreichbar. Aufstiegswege führen am See Nižné Kozie pleso südöstlich des Bergs vorbei oder entlang der Seen Capie pleso und Okrúhle pleso südwestlich.